# Ruth Negga
Ruth Negga, född 7 januari 1982 i Addis Abeba, Etiopien, är en etiopisk-irländsk skådespelare.
Negga har medverkat i filmer som World War Z (2013) och Loving (2016) samt i TV-serier som Misfits (2010) och Agents of S.H.I.E.L.D. (2013–2015). Inför Golden Globe-galan 2017 nominerades hon i kategorin Bästa kvinnliga huvudroll – drama för sin insats i Loving.
Hennes mor är irländsk och hennes far etiopisk och hon bodde i Etiopien till fyra års ålder då familjen flyttade till Limerick och senare London. Fadern dog i en bilolycka när Ruth Negga var sju år gammal. Hon hade under flera år ett förhållande med skådespelaren Dominic Cooper.

## Filmografi i urval
- 2008 – Criminal Justice (TV-serie)
- 2009 – Personal Affairs (TV-serie)
- 2010 – Misfits (TV-serie)
- 2010–2011 – Love/Hate (TV-serie)
- 2012 – The Samaritan
- 2013 – Word War Z
- 2013 – Jimi: All Is by My Side
- 2013–2015 – Agents of S.H.I.E.L.D. (TV-serie)
- 2016 – Loving
- 2016 – Warcraft: The Beginning
- 2016–2018 – Preacher (TV-serie)
- 2019 – Ad Astra
- 2021 – Passera